# Tiroteo de Lamashegu
El tiroteo de Lamashegu ocurrió el 13 de febrero de 2022 alrededor de la 1 p. m. (UTC), cuando la policía de Ghana se enfrentó con algunos jóvenes en Lamashegu en el municipio de Tamale South en la Región Septentrional de Ghana.

## Tiroteo
Comenzó cuando las patrullas policiales supuestamente detuvieron un vehículo no registrado, pero el conductor no se detuvo y fue perseguido por la policía. El joven entró en el Palacio de Lamashe-Naa para evitar ser atrapado por el personal de seguridad. El joven de unos 24 años fue baleado por la policía. Resultó en la quema de maderas y neumáticos de automóviles en las principales carreteras de Tamale. Los jóvenes de la comunidad arrojaron piedras a la policía y la policía respondió con disparos. Se utilizaron cañones de agua y disparos para dispersar a los jóvenes.

## Víctimas
Una persona identificada como Abdul Hakim Yakubu murió después de ser alcanzado por una bala perdida disparada por la policía. Ocho personas resultaron heridas durante el incidente.

## Perpetradores
La policía prohibió a seis miembros del personal por su participación en el enfrentamiento. Eran el agente Doris Serwa Bonsu, el general Harrison Twum Danso, el cabo general Samson Kweku Darfour, el cabo general Prosper Mormesimu, el agente general Mathew Sah y el agente general Nuhu Muntari.

## Consecuencias
Algunos jóvenes en Lamashegu presuntamente incendiaron un apartamento perteneciente a un personal del servicio de bomberos que fue confundido con un oficial de policía. El niño que murió después de recibir un disparo fue enterrado. El Tribunal de Circuito de Tamale puso bajo custodia policial al agente de policía que disparó contra el vehículo no registrado con el nombre de Cabo General Samson Kweku Darfour. Fue acusado de causar daños y descarga ilegal de armas. Otro miembro del personal policial llamado Cabo Monney Koranteng, supuestamente hizo algunas declaraciones contra el Jefe Lamashegu y la gente en las redes sociales. Fue acusado de conducta ofensiva para quebrantar la paz.

## Reacciones
Naa Ziblim Abdulai, que es el jefe de Lamashegu, condenó el incidente alegando que el oficial de policía que disparó al joven debe enfrentarse a la ley.

Haruna Iddrisu también condenó el uso de munición real. Dijo:
«Los actos recurrentes de ataque contra los habitantes de Tamale, mediante el uso de munición real por parte de la policía para sofocar los disturbios que resultan en la pérdida de vidas y lesiones a transeúntes inocentes, son inaceptables y deben ser denunciados».